# Bertrand Sänger
Bertrand Sänger   (Magúncia, 14 d'abril de 1861 - Berlín, 20 de maig de 1938) fou un compositor i mestre de capella alemany.

## Biografia
Bertrand Sänger va compondre música per a escena i pel·lícules i va començar la seva carrera com a director d'orquestra. El seu període d'activitat és entre 1887 i 1925. Va treballar per primera vegada al )Residenz Theatre de Dresden, on va començar a escriure la seva opereta "Das Singspiel der Zarin". A partir de 1890estigué vinculat al Deutsches Landestheater de Praga, on el 1891 es va estrenar "Das Singspiel der Zarin". El 1899 es va traslladar al Theater des Westens de Berlín. Juntament amb Julius Einödshofer va compondre la música de "Das Paradies der Frauen" a Berlín el 1898, una gran farsa amb cant i ball.Julius Freund havia escrit després de Le Royaume des femmes de Gaston Serpette. [6] L'obra es va representar el setembre de 1898 per marcar l'obertura del Teatre Metropol de Berlín 
El 1905, mentre treballava al Teatre Nacional de Berlín en aquell moment, va ser contractat com el primer mestre de capella del teatre d'estiu " Venècia a Viena ". [8] El 7 de juliol de 1905 va dirigir la primera representació de l'opereta fantàsticament còmica de Carl Michael Ziehrer "Fesche Geister" [9] al teatre d'estiu "Etablissement Venice" de Viena, que va tenir un èxit rotund gràcies a l'aparició de la soubrette. Mizzi Zwerenz . "El mestre de capella Bertrand Sänger va conduir amb molta seguretat la part orquestral a través de tots els obstacles per a la victòria", va escriure "f". a la “Wiener Zeitung” del 8 de juliol de 1905 [10] .
De tornada a Berlín, va succeir Hans Pfitzner com a primer mestre de capella al Theatre des Westens. [11] A la tardor de 1907, el jove Wilhelm Furtwängler va dirigir deu representacions de l'obra de contes de fades "Rübezahl" de Bertrand Sänger [12] com a director en pràctiques a Zuric .
El 15 de desembre de 1908, el cantant va dirigir la 200a representació de l'opereta de Leo Fall "The Dollar Princess" a Berlín, en la qual van cantar Julius Sachs, Albert Paulig, Mizzi Wirth i Maria Forescu, entre d'altres. [13]
Després de la fi de la guerra mundial, el cantant va viure a Berlín; [14] a partir de 1918 va començar a treballar per al nou mitjà cinematogràfic. Es poden verificar les contribucions musicals a cinc pel·lícules mudes.